# C.S. Klein
Christian Sophus Klein (17. august 1824 i København – 9. januar 1900 smst) var en dansk jurist og politiker. Han var justitsminister, minister for Island og overpræsident i København 1892-1899.

## Ungdom
Klein var søn af overretsprokurator, senere byskriver i Stege, Henrik Adolph Esaias Klein (1797-1865) og Christiane f. Funder (1800-1870). Født i København 17. august 1824 dimitteredes han i 16 års alderen fra Metropolitanskolen og tog 1845, kun 20½ år gammel, juridisk embedseksamen. Han var en af de første kandidater, som A.F. Krieger eksaminerede, og blev straks efter dennes forslag medlem af det på latin diskuterende selskab "Lyceum". P.G. Bang, som da var kongelig kommissarius ved stænderne, ansatte ham som protokolsekretær i Roskilde og Viborg; for en så ung mand var dette en betydelig stilling, der medførte forbindelser med tidens fremragende personer, og da hvervet mere bestod i at redigere end at referere de holdt taler, gav den lejlighed til at vinde velvilje.
Da grev Frederik Marcus Knuth 1847 blev amtmand i Sorø og designeret overdirektør for Sorø Akademi og den påtænkte højskole efter Grundtvigs tanke, valgte han Klein til sin fuldmægtig og senere ekspeditionssekretær, men disse planer forstyrredes, da Knuth i marts 1848 blev udenrigsminister. Klein fulgte ham snart til København og sendtes som dansk sekretær (den senere minister F.H. Wolfhagen var tysk sekretær) til den regeringskommission, som skulle følge den fremrykkende danske hær i slesvig og ordne dets administration. Klein sejlede med kong Frederik VII til Sønderborg og kørte der fra ved nattetid til Haderslev, ikke uden fare for at opsnappes af freischärlere, undervejs fordelende kongens proklamation til slesvigerne. Kommissionen måtte efter Slaget ved Slesvig drage nord på og ty over til Middelfart. I sommeren 1848 fik Klein sammen med senere appellationsretsråd Ed. Lehmann det hverv at gennemgå de 9 store kasser med augustenborgske papirer, som var bragte fra Als; de politiske af disse ligge til grund for Wegeners afhandling i Anti-slesvig-holstenske Fragmenter.
Ved den grundlovgivende rigsforsamlings sammentræden i 1848 var der nedkaldt norske stenografer, men det var nødvendigt ved siden af disse at have øvede kræfter til redaktionen, og Klein ansattes som sekretær ved bureauet; 1850 blev han Landstingssekretær. I sommeren 1851 var han sekretær ved notabelforsamlingen i Flensborg, senere sekretær i den første straffelovkommission under gehejmeråd H.J. Koefoed. Inden denne havde endt sit hverv, udnævntes han 1854, endnu ikke 30 år gammel, til overretsassessor i Viborg. Efter opfordring af krieger, som da var slesvigsk departementschef, tog han 1856 slesvigsk-juridisk eksamen med den tanke at gå ind i den flensborgske appellationsret, men dette opgaves, da han allerede i 1857 ansattes i den københavnske overret.

## Politisk karriere
Kort tid efter, 1858, tog Klein for første gang sæde i Rigsdagen, valgt til Folketinget for Viborg Amts 5. Valgkreds. Meget hurtig vandt han her anseelse og indflydelse. Han tilhørte fuldt og af ganske hjerte det nationalliberale parti og var snart en af dettes ledende mænd; men hans virksomhed i disse første rigsdagsår var dog nærmest knyttet til behandlingen af de vigtige love, navnlig af juridisk indhold, som forelå til afgørelse. Særlig kan nævnes stempelloven af 19. februar 1861, udarbejdet af en 1858 nedsat kommission, af hvilken Klein var medlem, men senere omhyggelig gennemgået af indenrigsminister D.G. Monrad. Endnu nærmere stod Klein loven om Sø- og Handelsretten, og da dennes nye procesmåde skulle træde i virksomhed fra 1. januar 1862, var han selvskreven som dens første justitiarius eller "formand", som det mere demokratisk kaldtes. Der er kun én mening om den store dygtighed og sjældne takt, hvormed han udførte dette vanskelige hverv, og da han efter mere end 10 års virksomhed kaldtes til justitsminister, modtog han talrige beviser på handels- og forretningsverdenens varme anerkendelse.
Ved siden af sin rigsdagsgerning og sit dommerhverv havde Klein udfoldet en betydelig virksomhed i forskellige kommissioner, i hvilke han som oftest
var den ledende kraft, således om Vridsløselille Straffeanstalt; i Straffelovkommissionen, hvor han efter F.C. Bornemanns død foretog den sidste redaktion og udarbejdede motiverne, ligesom han i Folketinget var ordfører for Straffeloven af 10. februar 1866; i den første proceskommission, som under kriegers forsæde afsluttedes 1873, medens Klein senere blev formand for den 1893 fornyede kommission; i den store kirkekommission under C.C. Halls forsæde; som formand for den i 1870 nedsatte kommission om en sø- og handelslov, der 1882 indgav sit udkast til en sølov, men 1883 udvidedes til en skandinavisk kommission, frugten af hvilken blev en så godt som fælles sølov (for Danmark af 1. april 1893). I denne forbindelse bør også nævnes den fælles skandinaviske veksellov af 7. maj 1880.
Ligesom Klein havde haft afgørende indflydelse på disse vigtige lovudkast, således skyldtes det også væsentlig hans ordførerskab i Folketinget, at de gik igennem uden ændringer, der forstyrrede den skandinaviske ensartethed. Denne samvirken var en frugt af de siden 1872 holdt nordiske juristmøder; Klein var fra første færd medlem af disses danske bestyrelse, fra 1875-87 dennes formand. På foranledning af Monrad som indenrigsminister udgav han i årene efter 1861 en samling af de vigtigste, endnu gældende love og anordninger, begyndende med tidsrummet efter 1848; skønt senere overgået til andre hænder betegnes denne udgave i en periode som Kleins lovsamling.

## Valghistorik
Det er en selvfølge, at Klein på Rigsdagen og senere i Rigsrådet, hvor han nu indtog en anerkendt førerstilling, tillige med liv og energi deltog i de vigtige politiske forhandlinger, der betegne årene før og efter 1863. I de første måneder af 1865 forefaldt hans parlamentariske kamp med justitsminister Heltzen, som havde fået den idé, at der eksisterede en sammensværgelse imod kronen, hvori bl.a. Også Klein skulle være deltager. I en kort periode var det ikke i Folketinget, men i Landstinget, at Klein havde sæde. Det er ejendommeligt for vore tilstande, at han, der er en af de betydeligste og dygtigste folkerepræsentanter, vi have haft, ikke har kunnet opnå en sikker og fast valgkreds, men har måttet flytte rundt og endnu i den seneste tid måttet tilkæmpe sig sin plads. Fra Viborg 5. fortrængtes han 1866 af en grundtvigiansk kapellan Berthelsen, men sendtes så af København til Rigsdagens Landsting; samme år valgtes han i Thisted, men faldt 1869 for kaptajn Jagd, valgtes derpå 1870 for Aalborg, besejredes her 1876, efter at hans valg en gang på meget løse grunde var forkastet, af grev Tramp til Kyø, hvorpå han samme år stillede sig i Viborg by, men under provisorietiden fandt han her modstand netop hos Højre, fordi han ikke i alle punkter og til enhver yderlighed kunne følge dette, men stedse tog ordet for den overenskomstens og forligets politik, som omsider trængte igennem i april 1894.

## Justitsminister
Da C.E. Fenger i sommeren 1872 udtrådte af Ministeriet Holstein-Holsteinborg, og hans portefølje overtoges af Krieger, udnævntes Klein i dennes sted til justitsminister (26. juni), og denne stilling beklædte han under 2 chefer i 3 år. En af hans første handlinger som minister var, i overensstemmelse med en nedsat kommissions betænkning, at sikre Vallø Stift som en af bevillingsmagten uafhængig institution. En mistillidsadresse fra Folketinget foranledigede i 1873 ministeriet til at indgive sin demission; men denne toges tilbage efter en skrivelse fra kongen til konseilspræsidenten, som offentliggordes i Ministerialtidende. Krieger, som antog situationen for uholdbar og kun var blevet af hensyn til den da under forhandling værende islandske forfatningslov, erklærede i foråret 1874, at han nu ubetinget ville træde tilbage. Der gordes forsøg på at få Monrad til at overtage Finansministeriet, men da denne gav afslag, og da Hall ligeledes ville fratræde, troede hele ministeriet det rettest atter at indgive sin demission, navnlig fordi det lige over for oppositionen i Folketinget savnede en stærk og sikker støtte i Landstinget.
Det anbefalede hs. Majestæt Kongen at henvende sig til førerne for dette tings Højre, men da efterhånden grev C.E. Frijs, W. Haffner og J.B.S. Estrup havde vægret sig ved hvervet, og da det trak op til et Venstreministerium under Zytphen-Adeler, overtog omsider C.A. Fonnesbech, som havde været indenrigsminister under Ludvig Holstein-Holsteinborg, at danne en ny regering på det vilkår, at Klein indtrådte i denne, hvortil han også besluttede sig, især af hensyn til den islandske forfatningssag. Under 5. januar 1874 var nemlig den nye grundlov for Island, der navnlig skyldtes Krieger og Klein i Danmark, landshøvding Søren Hilmar Steindor Finsen i Island, blevet stadfæstet af kongen og kontrasigneret af Klein, der blev den første særlige minister for Island. For yderligere at befæste det gode forhold mellem Island og danmark besluttede kongen at gæste Island, hvor ingen dansk monark før ham havde sat sin fod, og dagen efter forfatningens ikrafttræden, 2. august 1874, deltog kongen i Islands tusindårsfest. Klein, der også var tilstede, fik ved denne lejlighed storkorset af Dannebrogordenen. Kongens islandstog var i det hele særdeles vellykket, og man nærede det håb, at det skulle have beseglet fred og god forståelse for lange tider.
I den indre politik var tilstanden uforandret: stærk opposition med offensiv taktik i Folketinget, lunken støtte eller passiv modstand i Landstinget. Ministeriet Fonnesbech blev i juni 1875 ofret for at opnå enighed mellem de 2 ting om finansloven. Kongen henvendte sig til Klein om at danne en ny regering, men Klein fremhævede nødvendigheden af et ministerium, som havde fuld og ubetinget støtte i Landstinget, og udpegede som den naturlige konseilspræsident under de givne forhold Estrup, der også allerede havde sin ministerliste færdig.
Klein indtrådte 1877 i Højesteret med den ham reserverede anciennitet fra 1871, og i disse år falder den største del af hans tidligere nævnte virksomhed i lovkommissioner, navnlig fælles nordiske; han blev 1877 ved Uppsala Universitets jubilæum dr. juris hon. Allerede 1876 havde han, under Ernst Emil Rosenørns fraværelse, et halvt år været konstitueret som overpræsident i København, og i slutningen af 1891 fik han tilbud om og modtog denne høje stilling, som han beklædte indtil 1899. I denne egenskab har han som formand for Københavns Havnerådet haft væsentlig del i Frihavnen, ligesom han har været formand i kommissionen om inddæmning af Kalvebod Strand og uddybning af sejlløbet. 1861 var han blevet justitsråd, 1869 etatsråd, og 1892 udnævntes han til kammerherre. 9. januar 1900 døde han.
Kleinsgade i København er opkaldt efter ham.

## Ægteskaber
17. august 1850 ægtede han sin kusine Julie Augusta Vilhelmine Erichsen (f. 1826), datter af godsforvalter på Lerchenborg, senere proprietær, Erichsen, som var gift med hans moders søster. Efter et barnløst, men meget lykkeligt ægteskab døde hun 11. april 1887. 3 år efter, 10. maj 1890, ægtede han hendes yngre søster Camilla (1845-1919).
| Efterfulgte: A.F. Krieger    | Justitsminister 26. juni 1872 - 11. juni 1875      | Efterfulgtes af: Johannes Nellemann |
| Efterfulgte: Embede oprettet | Minister for Island 1. august 1874 - 11. juni 1875 | Efterfulgtes af: Johannes Nellemann |
| Efterfulgte: C.L.A. Benzon   | Overpræsident i København 1892 - 1899              | Efterfulgtes af: Valdemar Oldenburg |